# Stanisław Świeżawski

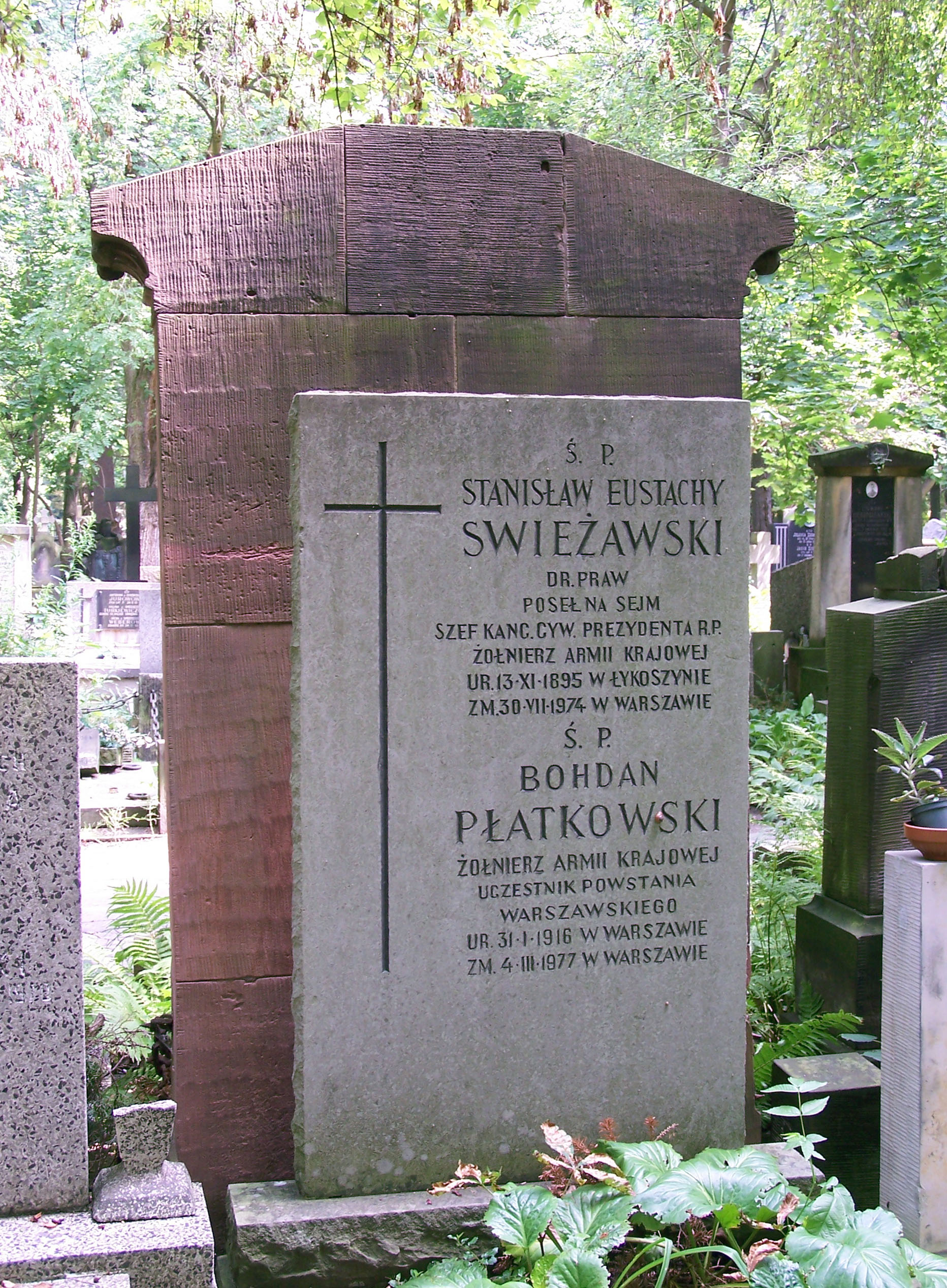
Nagrobek Stanisława Świeżawskiego na warszawskim cmentarzu Powązkowskim

Stanisław Eustachy Świeżawski (ur. 13 listopada 1895 w Łykoszynie, zm. 30 lipca 1974 w Warszawie) – polski prawnik, urzędnik państwowy, działacz społeczny, polityk, poseł na Sejm III kadencji (1930-1935) w II Rzeczypospolitej, członek Rady Głównej Centralnego Towarzystwa Organizacji i Kółek Rolniczych od 1934 roku.

## Życiorys
Ukończył gimnazjum w 1913 roku, Akademię Handlową w 1916 roku i Wydział Prawa Uniwersytetu Jagiellońskiego w 1920 roku. Uzyskał tytuł doktora praw.
W latach 1918–1919 był prezesem Bratniej Pomocy Uniwersytetu Jagiellońskiego. W 1920 roku zgłosił się ochotniczo do Wojska Polskiego.
W wyborach parlamentarnych w 1930 roku został wybrany posłem na Sejm III kadencji (1930–1935). Złożył mandat (jego miejsce zajął zaprzysiężony 6 marca 1934 roku Ferdynand Kondysar) po tym jak 31 stycznia 1934 roku objął stanowisko szefa Kancelarii Cywilnej Prezydenta Rzeczypospolitej Polskiej Ignacego Mościckiego. Sprawował je do roku 1934. W latach 1933–1935 był radcą Izby Rolniczej w Lublinie i wiceprezesem Związku Izb i Organizacji Rolniczych.
W czasie II wojny światowej był żołnierzem Armii Krajowej.
Został pochowany na cmentarzu Powązkowskim w Warszawie (kwatera 235-2-14).

## Ordery i odznaczenia
- Krzyż Komandorski z Gwiazdą Orderu Odrodzenia Polski[7]
- Medal Pamiątkowy za Wojnę 1918–1921[7]
- Wielka Wstęga Orderu Zasługi (cywilny, Węgry)[7]
- Wielka Wstęga Orderu Leopolda II (Belgia)[7]
- Order Krzyża Orła I klasy (Estonia, 1935)[7][8]
- Order Czerwonego Krzyża I klasy (Estonia, 1934)[9][7]

## Życie prywatne
Był synem Czesława i Zofii z domu Rakowskiej.